# Île des Pingouins
Île des Pingouins ili Otok pingvina je nenaseljeni otok u subantarktičkom otočju Crozet u južnom Indijskom oceanu. S površinom od samo 3 km2  jedan je od manjih otoka u skupini. Administrativno je dio francuskih južnih i antarktičkih zemalja. To je važno mjesto za gniježđenje morskih ptica.

## Opis
Île des Pingouins leži na zapadnom rubu arhipelaga, čiji je najjužniji otok, oko 30 km jugoistočno od Île aux Cochons (Otok svinja) i 95 km zapadno-jugozapadno od Île de la Possession (otok posjeda). Otok je dosta erodiran morem i strm, dimenzija 4 km x 1 km.
Njegove  obalne litice variraju od 50 m do 30 m visine, što ga čini gotovo nedostupnim s mora i rijetko posjećenim. Nema unesenih vrsta, pa ima relativno netaknutu biotu u usporedbi s drugim otocima u arhipelagu.

## Važno područje za ptice
Najmanje 29 vrsta ptica gnijezdi se na otoku, koji je BirdLife International identificirao kao važno područje za ptice (IBA). 
Ima iznimno veliku gustoću morskih ptica, uključujući milijune parova zlatnouhih pingvina (Eudyptes chrysolophus), 300 parova žutokljunih albatrosa (Thalassarche melanophris), četiri para srebrnastoglavih albatrosa (Thalassarche salvini, kojima je to jedino mjesto razmnožavanja u Indijskom oceanu) i 30 parova sivih albatrosa (Phoebetria palpebrata), kao i nekoliko tisuća parova širokorepih i bjelobrkih zovoja.
Ostale ptice koje se gnijezde u relativno velikom broju uključuju albatrose lutalice, mrke albatrose (Phoebetria fusca), sivoglave albatrose (Thalassarche chrysostoma) i kerguelenske albatrose (Thalassarche carteri), sjeverne velike burnjake, bjelogrle zovoje i kratkokljune zovoje te burnice njorke (Pelecanoides urinatrix). Na otoku se u manjem broju gnijezde i sivorepe čigre (Sterna virgata) te kormorani iz roda Leucocarbo.

### Galerija
- zlatnouhi pingvin
- žutokljuni albatros
- srebrnastoglavi albatros
- sivi albatros
- širokorepi zovoj
- bjelobrki zovoj
- albatros lutalica
- mrki albatros
- sivoglavi albatros
- kerguelenski albatros
- Sjeverni veliki burnjak
- bjelogrli zovoj
- Bjelobrki zovoj
- burnica njorka
- sivorepa čigra

## Vanjske poveznice
|  | Zajednički poslužitelj ima još gradiva o temi Île des Pingouins |